# Crepis bertiscea
Crepis bertiscea là một loài thực vật có hoa trong họ Cúc. Loài này được Jáv. mô tả khoa học đầu tiên năm 1922.